# Jerusalem Challenger 2001
Il Jerusalem Challenger 2001 è stato un torneo di tennis facente parte della categoria ATP Challenger Series nell'ambito dell'ATP Challenger Series 2001. Il torneo si è giocato a Gerusalemme in Israele dal 7 al 12 maggio 2001 su campi in cemento.

## Vincitori

### Singolare
Noam Okun ha battuto in finale  Michaël Llodra con il punteggio di 6–4, 6–1

### Doppio
Jonathan Erlich /  Michaël Llodra hanno battuto in finale  Noam Behr /  Noam Okun con il punteggio di 7–5, 4–6, 7–6(2)